# Jean-Claude Martin
Pour les articles homonymes, voir Martin.
Jean-Claude Martin, né le 20 février 1947 à Montmoreau-Saint-Cybard, est un poète et nouvelliste français.

## Biographie
Conservateur à la bibliothèque universitaire de Poitiers, il est l'auteur de nouvelles, pièces de théâtre et ouvrages de poésie qui l'ont fait reconnaître dans le milieu poétique français et à l'étranger (de nombreux poèmes traduits en anglais, allemand, arabe, tchèque..., un recueil de nouvelles traduit en arabe et espagnol). Ayant trouvé son expression dans le poème en prose, il a participé à une soixantaine de revues et anthologies poétiques, faisant parfois la une de numéros spéciaux, et publié des nouvelles dans une quinzaine de revues spécialisées, anthologies ou journaux (Le Monde).
Il préside depuis 2006 la Maison de la poésie de Poitiers et organise à ce titre de nombreuses animations de poésie, avec des invitations de poètes français et étrangers.
Une plaquette spéciale le concernant a été éditée en 2007 par le Centre du Livre et de la Lecture en Poitou-Charentes, ainsi qu'une vidéo (2009) par « Les Yeux d’Izo ».
Il a participé aux Rencontres de Prague en 1990, aux Lectures Internationales de l’Hopkins Society à Dublin en 1994, au Festival International de poésie de Trois-Rivières (Québec) en 2009, et au Festival International Voix Vives de Méditerranée en Méditerranée (Sète) en 2012.
Depuis quelque temps, après avoir joué pendant plusieurs années du théâtre en amateur à Poitiers, il s'est remis à écrire des pièces de théâtre, dans lesquelles son humour fait merveille.

## Œuvres publiées

### Poèmes
- Pour solde de tout conte (Le dé bleu, 1981)
- En chemin (Solaire / Fédérop, 1985)
- Saisons sans réponse (Cheyne éditeur, 1986)
- Plus d'un âne s'appelle Martin (Verso, 1988)
- Le Tour de la question (Le dé bleu / Le Noroît, 1990)
- Laisser fondre lentement (Éditions Rougerie, 1994)
- Un ciel trop grand (Le dé bleu, 1994, prix du livre en Poitou-Charentes 1994)
- Raison garder (Le dé bleu, 1999)
- Ciel de miel et d'orties (Tarabuste, 2000)
- Carnet de têtes d'épingles (Carnets du dessert de lune, 2002)
- Tourner la page (édition L'Escampette, 2009) (traduction en arabe par Maram Al-Masri, Damas : Attakwin, 2011) (trad. en espagnol par Cristina Madero, Mar del Plata : Editorial Martin, 2015)
- Le Beau Rôle (Wigwam éditions, 2009)
- Ciel de miel et d'orties : I, II, III (Tarabuste, 2011)
- Rien ne sert de mourir : petits arrangements avec les mots (Gros textes, 2014)
- Que n'ai-je (Tarabuste, 2016)
- Vi(e)s patinées, ill. Claudine Goux (Carnets du dessert de lune, 2019)
- Ne vous ABC jamais (Gros textes, 2019)
- Ô toi qui le savais, préf. James Sacré (Le Merle moqueur, 2020)
- Lire un jardin (l'aube viendra-t-elle ?) (Tarabuste, 2020)
- Au temps du corona (A l'index, 2021)

### Nouvelles
- De légers signes de la main (Atelier du gué, 1981)
- Château-fable (L'Escampette, 2011)

### Théâtre
- Je n'ai jamais pris l'autobus (Éditions de l'Aiguille, 2013)
- D'eux : nouvelles à jouer (Éditions de l'Aiguille, 2017)
- Odyssée quoi la vie : Ulysse dans ma tête (Éditions de l'Aiguille, 2018)
- Orphée cours élémentaire et autres histoires (Rhubarbe, 2021)
- "Mitologies" : Il faut imaginer Œdipe heureux (Éditions de l'Aiguille, 2023)

### Collectif
- Québec 2008 : 40 poètes du Québec et de France, Trois-Rivières (Québec)/La Chevallerais, coédition Écrits des Forges (Québec) et Sac à Mots (France), 216 p. (ISBN 978-2-89645-062-6 et 978-2-915299-26-7) recueil collectif de poésie en langue française avec vingt auteurs dont France Mongeau, Yolande Villemaire, Claude Beausoleil, Denise Boucher, Stéphane Despatie, Claudine Bertrand  pour le Québec et Georges Bonnet, Odile Caradec, Raymond Bozier, Jean-Claude Martin, James Sacré, Josyane de Jesus-Bergey pour la France

## Prix littéraires
- Prix Roger-Kowalski en 1986 pour Saisons sans réponse.
- Prix du livre en Poitou-Charentes en 1994 pour Un ciel trop grand.
- Prix Louis-Guillaume du poème en prose en 2001 pour Ciel de miel et d'orties.